# Лезимське сільське поселення
Лези́мське сільське поселення (рос. Лэзымское сельское поселение) — муніципальне утворення у складі Сиктивдинського району Республіки Комі, Росія. Адміністративний центр — село Лезим.

## Населення
Населення — 469 осіб (2017, 422 у 2010, 386 у 2002, 448 у 1989).

## Склад
До складу поселення входять такі населені пункти:
| Населений пункт  | Населення, осіб (1989) | Населення, осіб (2002) | Населення, осіб (2010) |
| ---------------- | ---------------------- | ---------------------- | ---------------------- |
| Лезим, село      | 440                    | 378                    | 413                    |
| Морово, присілок | 8                      | 8                      | 9                      |